# Регби-7
Регби-7 (англ. Rugby sevens) — контактный командный вид спорта, возникший в Шотландии в конце XIX века, один из видов регби-футбола. Матч по регби-7 представляет собой соревнование двух команд в каждой из которых по семь игроков, игра длится два тайма по семь минут с перерывом не более двух минут. Как и в регби-15, основной задачей игроков на поле является зарабатывание очков путём заноса мяча в зачётную зону соперника или поражение Н-образных ворот выше перекладины.
Создателями регби-7 считаются шотландцы Нед Хейг и Дэвид Сандерсон из города Мелроз, которые в 1883 году предложили руководителям местного регбийного клуба сократить количество игроков в команде с 15 до 7, а время матча до 15 минут. По замыслу создателей, это должно было уменьшить финансовые затраты на проведение матчей. Руководство клуба согласилось. В том же году на поле был проведён первый турнир по регби-7, Melrose Sevens, который проводится ежегодно по сей день. В XX веке регби-7 продолжил своё развитие. На это особенно повлияло появление крупных турниров сборных под эгидой Международного совета регби: Hong Kong Sevens в 1976 году, с 1999 года ставшем одним из этапов Мировой серии, и чемпионата мира. Кроме того, 9 октября 2009 года на 121-й сессии МОК было принято решение включить регби-7 в программу Олимпийских игр 2016 в Рио-де-Жанейро.

## Отличия от других разновидностей регби

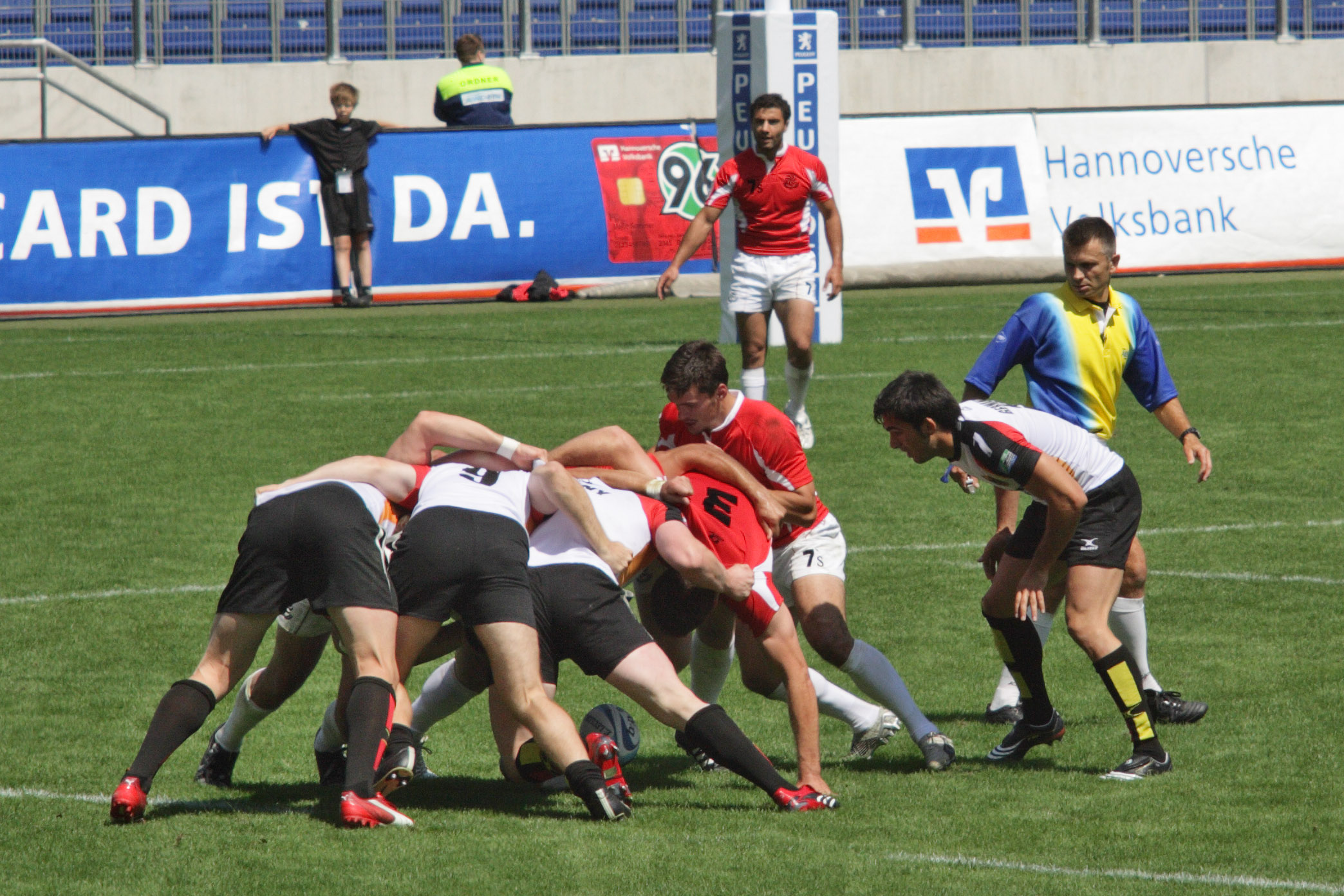
Схватка в регби-7.

В регби-7 игра ведется на поле обычных размеров по тем же правилам, что и в регби-15. Исключения касаются некоторых разделов правил, разрабатываемых и дополняемых World Rugby:
- Правило 3: Количество игроков — Команда.

На поле одновременно может находиться не более 7 игроков от каждой команды, количество запасных ограничивается 5.
- Правило 5: Время.

Матч состоит из двух таймов по 7 минут, перерыв длится до двух минут (в финальных матчах — два тайма по 10 минут). К каждому тайму может быть прибавлено потерянное и дополнительное время. В случае если в турнире на выбывание команды не сумели определить победителя в основное время, назначается ещё два тайма по 5 минут, без перерывов между ними.
- Правило 6: Официальные представители матча.

Помимо главного судьи и двух его помощников, в каждом матче обязательно присутствие двух судей зачётного поля, которые располагаются по одному в зачётной зоне каждой из команд. В их задачу входит контроль своей зоны и своевременное сообщение главному судье о нарушениях, заносах попыток, выходах в аут и результативных ударах по воротам.
- Правило 9: Метод начисления очков.

При пробитии реализации игрок должен выполнять удар с отскока. На выполнение этого удара бьющему даётся 30 секунд, при этом команда соперника должна находиться на 10-метровой линии.
- Правило 10: Грубая игра.

В случае получения временного удаления игрок покидает поле на 2 минуты.
- Правило 13: Начальные удары.

После того, как команда набрала очки, мяч в игру с середины поля вводит игрок этой же команды.
- Правило 20: Схватка.

В схватках участвуют по три игрока от каждой команды (два пропа и хукер).

## История

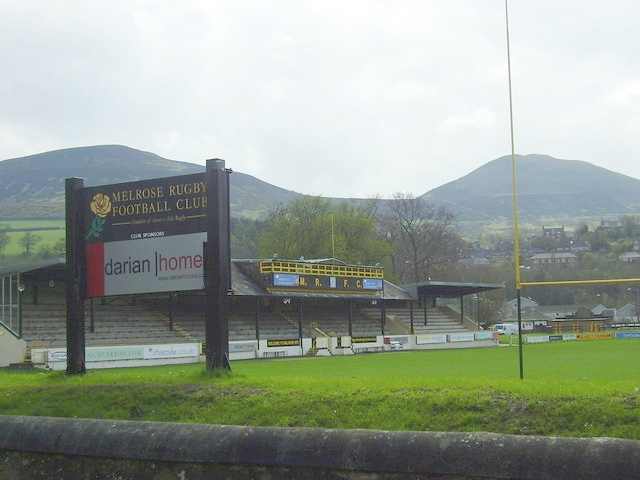
Стадион «Гриньярд» в Мелрозе, Шотландия. Именно здесь прошёл первый в истории турнир по регби-7.

В 1883 году Нед Хейг и Дэвид Сандерсон, два мясника из шотландского города Мелроза предложили руководителям местного регбийного клуба уменьшить количество игроков на поле и время игры для того, чтобы сократить затраты на проведение матчей. В том же году на стадионе «Гриньярд» был сыгран первый матч по регби-7. В нём приняли участие две местные команды — «Мелроз», ставшие победителями, и «Гала»
До 1920-х годов регби-7 пользовалось популярностью в основном в шотландской области Скоттиш-Бордерс, пока в 1921 году не был проведён первый турнир за пределами Британских островов. Турнир прошёл в Аргентине, а его организатором стал клуб «Буэнос-Айрес». В 1926 году в графстве Миддлсекс был создан первый регулярный турнир по регби-7 в Англии. Соревнование получило название Middlesex Sevens, с самого первого розыгрыша все средства, вырученные за продажу билетов и атрибутики, направляются на благотворительность.
В 1973 году на эдинбургском стадионе «Мюррейфилд» прошёл первый официальный международный турнир по регби-7 между сборными. Событие было приурочено к столетию Шотландского регбийного союза. Участие в соревновании приняли сборные Ирландии, Новой Зеландии, Шотландии, Австралии, Англии, Франции и Уэльса. Победителем стала сборная Англии, обыгравшая в финале ирландцев со счётом 22:18.
Спустя три года, в 1976 году был проведён первый розыгрыш турнира в Гонконге. В турнире приняли участие команды со всего Азиатско-Тихоокеанского региона, а спонсорами стали авиакомпания Cathay Pacific и табачная компания Rothmans International. В финале встретились сборные Кентербери и Австралии, со счётом 24:8 победили новозеландцы.
После двух успешных чемпионатов мира по регби-15 и наблюдения за положительным опытом гонконгского турнира, в 1993 году Международный совет регби принял решение о проведении первого чемпионата мира по регби-7. Все игры вновь прошли на «Мюррейфилде», победителю, сборной Англии, был вручён Кубок Мелроза, воссоздание самого первого трофея по регби-7. Чемпионат стал регулярным спортивным событием, проводящимся раз в четыре года. После 1993 года Кубок Мелроза поднимали по два раза сборные Фиджи и Новой Зеландии и один раз — сборная Уэльса.

## Основные соревнования

### Регби-7 на Олимпийских играх
9 октября 2009 года на 121-й сессии МОК было принято решение включить регби-7 в программу Олимпийских игр 2016 в Рио-де-Жанейро и 2020 в Токио
Первым отбором на Олимпийские Игры 2016 года стала Мировая Серия по регби-7 2015 года. По итогам Мировой Серии первые 4 команды получали прямую путёвку на Олимпийские Игры. Этими командами стали Фиджи, ЮАР, Новая Зеландия и Англия, которая представляла собой Великобританию, несмотря на присутствие в Мировой Серии также сборных Шотландии и Уэльса. Ещё 6 мест получили победители континентальных турниров 2015 года: Аргентина, США, Франция, Япония, Австралия и Кения. Последнее место получила сборная Испании, выигравшая квалификационный турнир в 2016 году. Олимпийскими чемпионами среди мужчин стала сборная Фиджи, это стало первой медалью страны за всю историю выступления на Олимпийских играх. Золотую медаль среди женщин завоевала сборная Австралии.
Мужские турниры
| Год        | Место проведения | Финальная игра | Финальная игра | Финальная игра | матч за 3-е место | матч за 3-е место | матч за 3-е место |
| Год        | Место проведения | Победитель     | Счёт           | 2-е место      | 3-е место         | Счет              | 4-е место         |
| ---------- | ---------------- | -------------- | -------------- | -------------- | ----------------- | ----------------- | ----------------- |
| 2016 Обзор | Рио-де-Жанейро   | Фиджи          | 43 : 7         | Великобритания | ЮАР               | 44 : 14           | Япония            |

Женские турниры
| Год        | Место проведения | Финальная игра | Финальная игра | Финальная игра | матч за 3-е место | матч за 3-е место | матч за 3-е место |
| Год        | Место проведения | Победитель     | Счёт           | 2-е место      | 3-е место         | Счет              | 4-е место         |
| ---------- | ---------------- | -------------- | -------------- | -------------- | ----------------- | ----------------- | ----------------- |
| 2016 Обзор | Рио-де-Жанейро   | Австралия      | 24:17          | Новая Зеландия | Канада            | 33:10             | Великобритания    |

### Чемпионат мира
Чемпионат мира проводится раз в 4 года, до включения регби-7 в программу Олимпийских игр он считался наиболее престижным международным турниром по этому виду спорта. Первый чемпионат мира был проведён в 1993 году в Шотландии. После этого странами-хозяйками становились: дважды Гонконг, Аргентина (Мар-дель-Плата), ОАЭ (Дубай) и Россия (Москва). В 2018 году турнир пройдёт в США (Сан-Хосе и Сан-Франциско). Пятилетний перерыв между чемпионатами мира в России и США вызван тем, что World Rugby приняло решение о переносе турнира на середину Олимпийского цикла (то есть на год проведения зимних Олимпийских игр). В 2009 году был впервые проведён женский турнир, победительницами которого стали регбистки из Австралии. Четыре года спустя победу праздновала женская сборная Новой Зеландии.
Мужские турниры
| Год  | Место проведения | Финальная игра | Финальная игра | Финальная игра | Полуфиналисты  | Полуфиналисты | Полуфиналисты |
| Год  | Место проведения | Победитель     | Счёт           | 2-е место      | Полуфиналисты  | Полуфиналисты | Полуфиналисты |
| ---- | ---------------- | -------------- | -------------- | -------------- | -------------- | ------------- | ------------- |
| 1993 | Эдинбург         | Англия         | 21 : 17        | Австралия      | Фиджи          | Ирландия      |               |
| 1997 | Гонконг          | Фиджи          | 24 : 21        | ЮАР            | Новая Зеландия | Самоа         |               |
| 2001 | Мар-дель-Плата   | Новая Зеландия | 31 : 12        | Австралия      | Аргентина      | Фиджи         |               |
| 2005 | Гонконг          | Фиджи          | 29 : 19        | Новая Зеландия | Австралия      | Англия        |               |
| 2009 | Дубай            | Уэльс          | 19 : 12        | Аргентина      | Кения          | Самоа         |               |
| 2013 | Москва           | Новая Зеландия | 33 : 0         | Англия         | Фиджи          | Кения         |               |
| 2018 | Сан-Франциско    | Новая Зеландия | 33 : 12        | Англия         | ЮАР            | Фиджи         |               |

Женские турниры
| Год  | Место проведения | Финальная игра | Финальная игра | Финальная игра | Полуфиналисты | Полуфиналисты | Полуфиналисты |
| Год  | Место проведения | Победитель     | Счёт           | 2-е место      | Полуфиналисты | Полуфиналисты | Полуфиналисты |
| ---- | ---------------- | -------------- | -------------- | -------------- | ------------- | ------------- | ------------- |
| 2009 | Дубай            | Австралия      | 15 : 10        | Новая Зеландия | США           | ЮАР           |               |
| 2013 | Москва           | Новая Зеландия | 29 : 12        | Канада         | США           | Испания       |               |
| 2018 | Сан-Франциско    | Новая Зеландия | 29 : 0         | Франция        | Австралия     | США           |               |

### Мировая серия
| Лучшие сборные Мировой серии | Лучшие сборные Мировой серии | Лучшие сборные Мировой серии | Лучшие сборные Мировой серии | Лучшие сборные Мировой серии |
| #                            | Команда                      | Сезонов                      | Побед                        | Очков                        |
| ---------------------------- | ---------------------------- | ---------------------------- | ---------------------------- | ---------------------------- |
| 1                            | Новая Зеландия               | 17                           | 12                           | 2409                         |
| 2                            | Фиджи                        | 17                           | 3                            | 2117                         |
| 3                            | ЮАР                          | 17                           | 1                            | 1820                         |
| 4                            | Англия                       | 17                           | 0                            | 1587                         |
| 5                            | Самоа                        | 17                           | 1                            | 1459                         |

Мировая серия — ежегодная серия турниров, созданная в 1999 году. Состоит из нескольких этапов (в разные годы их число составляло от 7 до 11), которые проводятся с ноября—декабря по май—июнь. Самый старый и наиболее престижный этап серии проходит в Гонконге, ранее он был отдельным международным турниром. Очки начисляются в соответствии с их итоговым положением в таблице каждого этапа, то есть победитель получает 22 очка, занявший второе место получает 19 и так далее. В турнире принимают участие 15 «команд ядра», ещё 12 сборных участвуют в квалификационном турнире за право занять место сборной, которая по результатам серии стала последней в итоговом зачёте. За всю историю Мировой серии её побеждали только 4 сборные, при этом Новой Зеландии принадлежит рекорд как по победам в целом, так и по количеству побед подряд (12 и 6 соответственно).
Мировая серия по регби-7 среди женщин проводится с 2012 года, в ней участвуют 12 команд. Число этапов варьируется: в сезоне 2016/2017 было шесть этапов.

## Международное распространение и развитие
Регби-7 имеет большую популярность в тех странах, где развито и регби-15. Помимо наций Британских островов (за исключением Ирландии), регби-7 популярно в Новой Зеландии, Фиджи, Австралии, ЮАР, Канаде, Аргентине и Кении. Согласно отчётам World Rugby популярность этого вида спорта неуклонно растёт, причём это касается как увеличения количества зрителей на трибунах, так и роста внимания со стороны СМИ, чему способствовало включение регби-7 в программу Олимпийских игр. HSBC, один из спонсоров крупнейших турниров, ожидает удвоения зрительской аудитории регби-7 к 2026 году, а также значительное увеличение числа как игроков, так и клубов и регбийных союзов во всём мире. По словам легенды ирландского регби Брайана О’Дрисколла:

Не вижу никаких причин почему в ближайшие 10 лет регби-7 не догнало бы по популярности регби-15 или даже обогнало его. Есть только один возможный путь: регби-7 будет развиваться, вызывать всё больший интерес, привлекать всё больше зрителей. А это уже привлечёт телеканалы и спонсоров. Для регби-7 это очень хорошо.
Оригинальный текст (англ.)I see no reason why, in 10 years’ time, sevens can’t be on a par with the XVs game, or even supersede it. I think it’s only going to go one way: sevens is going to grow and the excitement is going to build and more people are going to start watching. So with that broadcasters and sponsors are going to be attracted, too – all really big pluses for sevens.

В России регби-7 пользуется не меньшей популярностью, чем регби-15: женская сборная России является пятикратной чемпионкой Европы (2013, 2014, 2016, 2017, 2018), а также регулярной участницей Мировой серии регби-7 (с сезона 2013/2014 — в «ядре» Мировой серии).